# Astragalus columnaris
Astragalus columnaris är en ärtväxtart som beskrevs av Pierre Edmond Boissier. Astragalus columnaris ingår i släktet vedlar, och familjen ärtväxter. Inga underarter finns listade i Catalogue of Life.